# Поље Легет
Поље Легет је знаменито место од великог значаја код села Шашинци у оквиру Града Сремске Митровице. На датом простору 1914. догодила се Битка на Легету, као део веће Битке код Чеврнтије у Првом светском рату. То је била једина битка на подручју западног дела Срема током Првог светског рата.

## Положај
Поље Легет налази се источно од Сремске Митровице, на око 4 km јужно од села Шашинаца, чијем атару припада. Поље је непосредно наслоњену на леву (сремску) обалу реке Саве.

## Значај
Легетско поље уписано је као знаменито место због свог значаја у Првом светском рату током тзв. Сремске офанзиве.
Делови Тимочке дивизије I позива извршили су 6. септембра 1914. године прелаз реке Саве у циљу ангажовања јачих аустроугарских снага. Иако се овај маневар завршио српским поразом 1914. године, вероватно највећим, за операције српске војске и савезника имао је велики значај, везујући јаче непријатељске снаге и помогавши I српској армији да успешно пређе Саву.
Место битке обележили су прво Аустријанци једним дрвеним крстом на постољу од камена. На крсту се налазио текст и на немачком и на српском језику, у спомен борцима обе војске који су ту изгинули. На истом месту Соколско друштво Сремске Митровице подигло је 1923. споменик висине 8 m, израђен од опеке и бетона у облику пирамиде на постољу. Споменик је знатно преуређен 1939, постављен је рељеф Михајла Томића.
Некадашње поље Легет више не постоји, пошто је околина споменика пошумљена тополом у индустријске сврхе. Током последњих деценија околина споменика постала је излетиште Митровчана.
У оквиру обележавања стогодишњице битке на Легету 2014. године, Митровчани су, и низом догађаја исветковина обележили овај догађај, а у Музеју Срема отворена је и изложба под називом „Битка на Легету“, са мноштвом новоприкупљене споменичке грађе.

## Данашње стање
Делимична обнова споменика је извршена 2003. и 2004. године. 2014. године, уочи стогодишњице битке, Спомен-костурница на пољу Легет је у потпуности је обновљена и обновљена средствима Министарства за рад, запошљавање, борачка и социјална питања. Око споменика данас је мањи парк.